# Мехтхилд фон Брауншвайг-Люнебург
Мехтхилд (Матилда) фон Брауншвайг-Люнебург (на немски: Mechtild (Mathilde) von Braunschweig-Lüneburg-Wolfenbuttel; Maud von Braunschweig; * ок. 1370; † 23 февруари 1433) от род Велфи (клон Стар Дом Брауншвайг) е принцеса от Брауншвайг-Люнебург и Волфенбютел и чрез женитба от 1384 до 1428 г. графиня на Хоя („долното графство“ с главен град Хоя).
Тя е най-малката дъщеря на херцог Магнус II фон Брауншвайг-Люнебург-Волфенбютел († 1373) и съпругата му принцеса Катарина фон Анхалт-Бернбург († 1390), дъщеря на княз Бернхард III († 1348) и Агнес фон Саксония-Витенберг († 1338).
Мехтхилд (Матилда) фон Брауншвайг-Люнебург умира на 23 февруари 1433 г. и е погребана в църквата Св. Мартини, Хоя.

## Фамилия
Мехтхилд фон Брауншвайг-Люнебург се омъжва на 13 декември 1384 г. за граф Ото III фон Хоя († 13 април 1428), най-големият син на граф Герхард III фон Хоя († 1383) и втората му съпруга Юта фон Делменхорст. Тя е втората му съпруга. Двамата имат 8 деца:
- Ото V (III) (* ок. 1404; † сл. 1455), последва баща си като граф на Хоя, женен между 1 януари/22 юни 1421 г. за графиня Аделхайд фон Ритберг († 1459)
- Фридрих († 8 март 1437), домхер в Бремен (1426)
- Герхард III/VI († 11/13 април 1463), архиепископ на Бремен (1442 – 1463)
- Хайнрих (V) († сл. 1422), домхер в Шверин (1415)
- Катарина (* 1412; † 18 февруари 1474), канонеса (1412) и абатиса на манастир Винхаузен (1422 – 1434, 1442 – 1469)
- Магнус († сл. 5 февруари 1447), катедрален кантор Оснабрюк (1432), субдякон в Бремен (1434)
- Юта († 7 октомври 1415), сгодена на 5 декември 1398 г. в Бойценбург, омъжена на 28 февруари 1400 г. в Шверин за херцог Йохан IV фон Мекленбург († 1422)
- Ирмгард († 25 ноември 1416), омъжена пр. 31 октомври 1406 г. за Конрад VII фон Дипхолц († 1426), родители на епископите на Оснабрюк: Йохан III фон Дипхолц (1426 – 1437) и Конрад III фон Дипхолц (1455 – 1482)